# 謝爾托洛沃
60°09′N 30°12′E / 60.150°N 30.200°E
謝爾托洛沃（俄语：Се́ртолово）是俄羅斯列寧格勒州的其中一個城市，位於聖彼得堡以北。2002年時人口為38,444人。
該地於1936年建立。1999年建市。